# 기호쿠정 (미에현)
기호쿠정(일본어: 紀北町)은 일본 미에현 기타무로군의 정이다.
2005년 10월 11일에 옛 기이나가시마정과 옛 미야마정이 합병해 탄생했다. 세계유산 기이 산지의 영지와 참예도(구마노 고도)의 고개가 위치한 자연이 풍부한 정이다.

## 지리
미에현 남부, 기이반도 남단의 시오노미사키와 시마반도의 중간, 히가시키슈의 관문에 위치한다. 전면(동남부)은 쿠로시오 해류가 흐르는 구마노나다, 배후(서북부)는 일본 유수의 원생림이 남아 있는 산계가 이어지는 험난한 산들로 둘러싸인 지역이며, 평야가 적어 총면적의 약 90%를 삼림이 차지하고 있다. 기후는 연평균 기온이 1996년부터 2005년까지 약 16℃로 온화한 기후이다. 강수량은 1996년부터 2005년까지 북부(기이나가시마구)는 2,563mm, 남부(미야마구)는 4,018mm였으며 특히 남부는 일본 유수의 다우 지대이다.
| 기호쿠정의 기후                                              | 기호쿠정의 기후 | 기호쿠정의 기후 | 기호쿠정의 기후 | 기호쿠정의 기후 | 기호쿠정의 기후 | 기호쿠정의 기후 | 기호쿠정의 기후 | 기호쿠정의 기후 | 기호쿠정의 기후 | 기호쿠정의 기후 | 기호쿠정의 기후 | 기호쿠정의 기후 | 기호쿠정의 기후  |
| 월                                                           | 1월             | 2월             | 3월             | 4월             | 5월             | 6월             | 7월             | 8월             | 9월             | 10월            | 11월            | 12월            | 연간             |
| ------------------------------------------------------------ | --------------- | --------------- | --------------- | --------------- | --------------- | --------------- | --------------- | --------------- | --------------- | --------------- | --------------- | --------------- | ---------------- |
| 역대 최고 기온 °C (°F)                                       | 20.1 (68.2)     | 23.2 (73.8)     | 26.2 (79.2)     | 31.8 (89.2)     | 31.7 (89.1)     | 36.4 (97.5)     | 37.8 (100.0)    | 37.9 (100.2)    | 36.7 (98.1)     | 31.7 (89.1)     | 27.1 (80.8)     | 25.4 (77.7)     | 37.9 (100.2)     |
| 일평균 최고 기온 °C (°F)                                     | 11.3 (52.3)     | 12.2 (54.0)     | 15.2 (59.4)     | 19.7 (67.5)     | 23.2 (73.8)     | 25.8 (78.4)     | 29.6 (85.3)     | 30.9 (87.6)     | 28.2 (82.8)     | 23.6 (74.5)     | 18.8 (65.8)     | 13.7 (56.7)     | 21.0 (69.8)      |
| 일일 평균 기온 °C (°F)                                       | 6.2 (43.2)      | 6.9 (44.4)      | 9.8 (49.6)      | 14.3 (57.7)     | 18.3 (64.9)     | 21.6 (70.9)     | 25.5 (77.9)     | 26.5 (79.7)     | 23.7 (74.7)     | 18.7 (65.7)     | 13.3 (55.9)     | 8.3 (46.9)      | 16.1 (61.0)      |
| 일평균 최저 기온 °C (°F)                                     | 1.3 (34.3)      | 1.8 (35.2)      | 4.4 (39.9)      | 8.9 (48.0)      | 13.5 (56.3)     | 18.0 (64.4)     | 22.1 (71.8)     | 23.0 (73.4)     | 20.1 (68.2)     | 14.5 (58.1)     | 8.4 (47.1)      | 3.3 (37.9)      | 11.6 (52.9)      |
| 역대 최저 기온 °C (°F)                                       | −4.7 (23.5)     | −5.1 (22.8)     | −3.0 (26.6)     | −0.9 (30.4)     | 3.4 (38.1)      | 8.6 (47.5)      | 15.3 (59.5)     | 15.7 (60.3)     | 11.5 (52.7)     | 2.7 (36.9)      | −0.9 (30.4)     | −4.1 (24.6)     | −5.1 (22.8)      |
| 평균 강수량 mm (인치)                                        | 70.9 (2.79)     | 80.0 (3.15)     | 164.3 (6.47)    | 207.3 (8.16)    | 253.4 (9.98)    | 312.9 (12.32)   | 273.6 (10.77)   | 262.2 (10.32)   | 474.0 (18.66)   | 333.8 (13.14)   | 147.8 (5.82)    | 90.2 (3.55)     | 2,670.2 (105.13) |
| 평균 강수일수 (≥ 1.0 mm)                                     | 5.4             | 6.3             | 9.8             | 9.7             | 11.1            | 14.2            | 12.6            | 11.4            | 13.7            | 11.7            | 7.0             | 5.6             | 118.5            |
| 평균 월간 일조시간                                           | 193.1           | 172.7           | 189.8           | 194.3           | 183.3           | 128.2           | 161.9           | 189.7           | 143.9           | 144.7           | 164.9           | 191.5           | 2,057.9          |
| 출처: 일본 기상청 (평년값: 1991년~2020년, 극값: 1979년~현재) |                 |                 |                 |                 |                 |                 |                 |                 |                 |                 |                 |                 |                  |

## 역사
2005년 10월 11일에 기이나가시마정과 미야마정을 합병해 기호쿠정이 성립하였다.

## 인구
| 연도 | 인구   | ±%     |
| ---- | ------ | ------ |
| 1920 | 23,407 | —      |
| 1930 | 25,190 | +7.6%  |
| 1940 | 24,365 | −3.3%  |
| 1950 | 32,147 | +31.9% |
| 1960 | 30,336 | −5.6%  |
| 1970 | 26,691 | −12.0% |
| 1980 | 26,268 | −1.6%  |
| 1990 | 23,663 | −9.9%  |
| 2000 | 21,362 | −9.7%  |
| 2010 | 18,626 | −12.8% |

## 교통

### 철도
- 도카이 여객철도 기세이 본선
  - (← 다이키정 우메가다니역) - 기이나가시마역 - 미노세역 - 후나쓰역 - 아이가역 - (오와세시 오와세역 →)

### 도로
- 기세이 자동차도(일본어판)(건설중)
- 국도 제42호선
- 국도 제260호선 (일본)(일본어판)
- 국도 제422호선 (일본)(일본어판)